# Biedermannsdorf
Biedermannsdorf là một thị xã thuộc huyện Mödling trong bang Niederösterreich.